# Andreas Walsperger
Andreas Walsperger (nascut ca. 1415 a Radkersburg; lloc i data de la mort desconeguts) va ser un cartògraf austríac del segle xv. Va néixer probablement al voltant de 1415 fill d'un fuster de Radkersburg. Al desembre de 1434 es convertí en monjo benedictí entrant al convent de Sant Pere de Salzburg. El 1442 el "frater Andrew", com consta als documents, va deixar el monestir, no es coneix el perquè ni on va anar. Poc més se sap d'ell, excepte que el 1448-49 va crear el seu famós mapa a Constança, al costat del Bodensee.

## El mapamundi

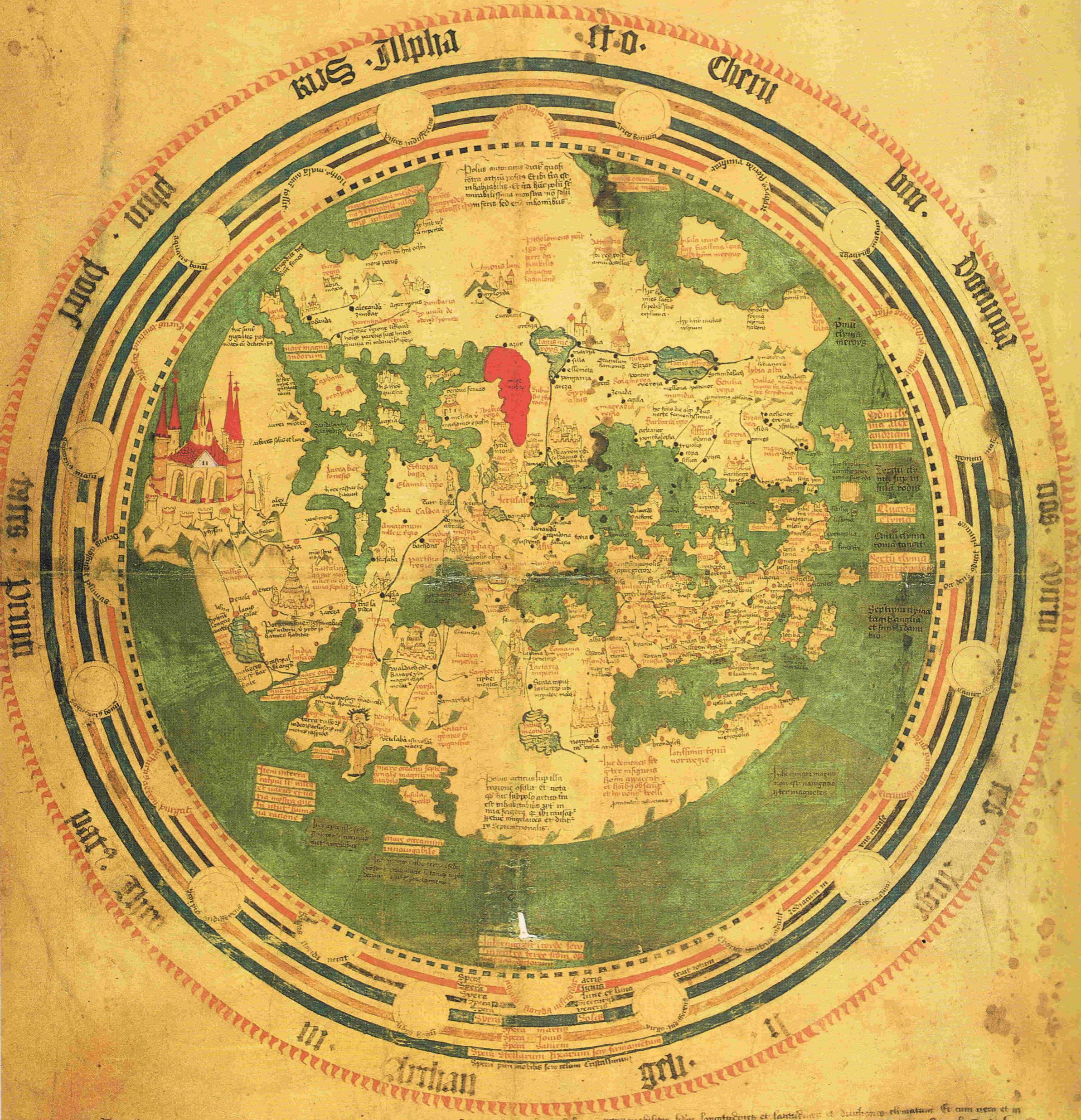
Mapa d'Andreas Walsperger, ca. 1448

El mapamundi d'Andreas Walsperger és un mapamundi en llatí, atípic en la seva representació d'Àfrica i per la col·locació d'un gran castell a la Xina, quan d'altres mapes, incloent-hi el de Fra Mauro van situar un gran castell al nord. A Alemanya, l'únic exemple del tipus és el "Mappa Mundi Ciziensis", o Mapamundi de Zeitz, anomenat així perquè es troba custodiat en aquesta ciutat alemanya. Té elements en comú amb altres mapes que ja no existeixen i amb el mapamundi més conegut, el de Fra Mauro (1457), que és l'exemple més elaborat de la cartografia llatina medieval que ens ha quedat.
El pergamí mesura 57,7 x 75 cm.

## Descripció
Andreas Walsperger va representar la terra com un disc pla, al voltant de la imatge del mapa es marquen 12 cercles o esferes.
Les ciutats paganes, Walsperger les indica amb un punt negre, les ciutats cristianes amb un punt vermell. La representació d'Europa densament poblada amb molts noms de ciutats i països demostra el coneixement de Walsperger, mentre que les Illes mediterrànies són dibuixades més aviat d'una manera arbitrària. Jerusalem es representa al mig del mapa com el centre de la terra, sense espai suficient per a Àsia. Una gran part d'Àfrica era territori desconegut pels Europeus en el moment de fer el mapamundi, i pot ser el va modificar un cop fet el mapa. No se sap quan ni a on va morir l'autor, ni on va ser enterrat el seu cos. Una descripció més detallada del mapamundi es pot trobar en la publicació commemorativa "700 anys de la ciutat de Bad Radkersburg", que es pot veure a la web.

## Propietaris
No va ser fins a 1448 que un rastre del monjo Walsperger va ser trobat de nou, quan va crear el famós mapa del món a Constança, sobre el llac Constança. El mapa rodó té les dimensions 57,7 x 75 cm i es dibuixa sobre pergamí. Es considera que és l'únic monument cultural conservat de la seva espècie a l'àrea de parla Alemanya. Al segle xvi podria haver estat en possessió dels Fugger, el 1622 probablement va arribar al Papa Gregori XV per Maximilià I elector de Baviera i des de llavors el mapa s'ha mantingut a la Biblioteca Apostòlica Vaticana a Roma.(lat. 1362 B).